# Oberrengse
Oberrengse ist ein Ortsteil von Gummersbach im Oberbergischen Kreis im südlichen Nordrhein-Westfalen, Deutschland.

## Geographie
Oberrengse ist ca. 13,2 km vom Stadtzentrum Gummersbachs entfernt. Die Ortschaft liegt am Oberlauf des Baches Rengse, der westlich von Niederrengse der Aggertalsperre zufließt. Benachbarte Ortsteile sind Drieberhausen im Westen, Lieberhausen im Südwesten und Hardt im Süden.

## Geschichte
1542 fand der Ort das erstmals urkundliche Erwähnung, als ein Claess und weitere Einwohner to Rengese in der Türkensteuerliste aufgeführt wurden.

## Freizeit und Wandern
Das Ferien-Zentrum Lieberhausen („Käte-Strobel-Haus“ der NaturFreunde), ein Stück weit nördlich des Ortes gelegen, bietet besonders Familien Urlaubsmöglichkeiten.
Der Käte-Strobel-Weg führt von Oberrengse aus in wenigen Minuten zum Gipfel der 519 m hohen Homert.

## Sehenswürdigkeiten
Besonders sehenswert sind die als Naturdenkmal ausgewiesen uralten Stuppbuchen auf dem Rickelnberg. Diese spezielle Wuchsform der Buche ähnelt der Kopfweide; im Abstand von mehreren Jahren wurden die Baumkronen entfernt.